# Tengere heideorchis
Tengere heideorchis (Dactylorhiza maculata subsp. elodes, synoniem: Dactylorhiza elodes) is een Europese orchidee.
Het is een ondersoort van gevlekte orchis (Dactylorhiza maculata), door sommige auteurs echter ook opgevat als een aparte soort (D. elodes) die vooral voorkomt in hoogveenterreinen, maar waarvan de verspreiding nog onvoldoende bekend is, onder andere door verwarring met de algemenere nominaatvorm van gevlekte orchis (D. maculata subsp. maculata).

## Etymologie en naamgeving
- basioniem: Orchis elodes Griseb. 1845
  - Dactylorhiza elodes (Griseb.) Aver. 1982

heterotypische synoniemen
- Orchis maculata var. minor Bréb. (1879)
- Orchis danguyana P.Fourn. (1931)
- Dactylorchis maculata subsp. montellii Verm. (1947)
- Orchis maculata var. kolaensis Montell (1947)
  - Dactylorhiza maculata var. kolaensis (Montell) Soó (1960)
- Dactylorchis maculata var. ibericoides Verm. (1949)
- Dactylorchis maculata var. traunsteineriifolius (Harz) Verm. (1949)
  - Dactylorhiza maculata var. traunsteineriifolius (Harz) Soó (1962)
- Dactylorchis maculata var. vulgaris Verm. (1949)
- Dactylorhiza maculata var. olgae Soó (1960)

De soortaanduiding elodes is ontleend aan het Oudgriekse ἑλώδης, elōdēs, en betekent 'moerassig', wat verwijst naar de voorkeursbiotoop van dit taxon.

## Determinatie

### Plant
Tengere heideorchis is een overblijvende plant die overwintert door middel van wortelknollen (geofyt). Het is een kleine (maximaal 35 cm), slanke plant met een dunne, gevulde bloemstengel, 2–5 bijna rechtopstaande bladeren gegroepeerd onderaan de stengel, en een korte (3–5 cm) en gedrongen, armbloemige bloeiaar met bleekroze bloemen, die ver boven de bladeren uitsteekt.

### Bladeren
De bladeren zijn lijnlancetvormig tot lijnvormig, tot 16 cm lang en maximaal 1,5 cm breed. Ze zijn meestal onduidelijk gevlekt of ongevlekt. Ze staan stijf rechtop rondom de stengel.

### Bloemen
De bloemen zijn bleekroze gekleurd en vrij groot. De lip is breed, nauwelijks gedeeld, met een smalle middenlob die niet voorbij de zijlobben uitsteekt. Het honingmerk (de tekening op de lip) bestaat uit donkerder roze tot lila stipjes en lijntjes. De spoor is zeer dun (maximaal 1,5 mm) en veel korter dan het vruchtbeginsel.

## Ecologie
Tengere heideorchis komt voor op oligotrofe, zeer zure, vochtige tot natte bodems rijk aan veenmos in de volle zon. Het is een typische ondersoort van hoogveen, vennen en turfgaten, vaak samen met dophei, veenmos, veenbes, pijpestrootje, beenbreek, ronde zonnedauw en veenpluis. Syntaxonomisch gezien staat zij altijd in de klasse van hoogveenbulten en natte heiden.

## Verspreiding en voorkomen
Tengere heideorchis is een Europese soort die vermoedelijk voorkomt in geheel Europa (inclusief IJsland en de Faeröer), met uitzondering van de Benelux).
Het voorkomen van deze ondersoort is echter onduidelijk, onder meer wegens de verwarring met de typische ondersoort van gevlekte orchis (D. maculata subsp. maculata) en de heideorchis (D. maculata subsp. ericetorum). De verspreiding in Frankrijk is nauwelijks bekend.

## Taxonomie, verwante en gelijkende soorten
Tengere heideorchis behoort tot het geslacht van de handekenskruiden (Dactylorhiza), waarvan een tiental sterk gelijkende soorten in België en Nederland voorkomt.
Afhankelijk van de auteur wordt ze als een aparte soort binnen dat geslacht (D. elodes), of als een ondersoort van gevlekte orchis (Dactylorhiza maculata) opgevat, in dat laatste geval naast onder meer de nominaat (D. maculata subsp. maculata) en heideorchis (D. maculata subsp. ericetorum).
Ze kan van gevlekte orchis worden onderscheiden door haar habitat, en door de stand van de bladeren onderaan de stengel. Onderscheidende kenmerken met heideorchis zijn het aantal en de vorm van de bladeren, de vorm van en de tekening op de lip.

## Bedreiging en bescherming
Tengere heideorchis wordt net als de meeste andere handekenskruiden bedreigd door het verdwijnen van haar voorkeurshabitat door drooglegging, ingebruikname door de landbouw of bosbouw, en vermesting van vochtige biotopen.
In België staat gevlekte orchis op de Vlaamse Rode Lijst van planten en op de Lijst van wettelijk beschermde planten in België, in Nederland op de Nederlandse Rode Lijst van planten.
D. alpestris · 
D. aristata · 
D. atlantica · 
D. baumanniana · 
D. cordigera · 
D. cyrnea · 
D. czerniakowskae · 
D. durandii · 
D. elata (Grote rietorchis) · 
D. euxina · 
D. foliosa · 
D. francis-drucei · 
D. fuchsii (Bosorchis) · 
D. graggeriana · 
D. hatagirea · 
D. iberica · 
D. incarnata (Vleeskleurige orchis) · 
D. insularis · 
D. isculana · 
D. kafiriana · 
D. kerryensis · 
D. kulikalonica · 
D. lapponica · 
D. maculata (Gevlekte orchis) · 
D. maculata subsp. elodes (Tengere heideorchis) · 
D. maculata subsp. ericetorum (Heideorchis) · 
D. maculata subsp. savogiensis · 
D. magna · 
D. majalis (Brede orchis) · 
D. osmanica · 
D. phoenissa · 
D. praetermissa (Rietorchis) · 
D. praetermissa var. junialis (Gevlekte rietorchis) · 
D. purpurella (Purperrode orchis) · 
D. romana · 
D. russowii · 
D. saccifera · 
D. salina · 
D. sambucina (Vlierorchis) · 
D. sibirica · 
D. sphagnicola (Veenorchis) · 
D. sudetica · 
D. traunsteineri (Smalle orchis) · 
D. traunsteinerioides · 
D. umbrosa · 
D. urvilleana · 
D. viridis (Groene nachtorchis)